# Timeo di Tauromenio
Timeo (Taormina, 350 a.C. circa – Siracusa, 260 a.C. circa) è stato uno storico siceliota.

## Biografia
Era figlio di Andromaco, fondatore e tiranno della città di Tauromenio (l'odierna Taormina).
Nel 316 a.C. la città venne conquistata da Agatocle, tiranno di Siracusa, e Timeo venne esiliato e visse ad Atene per almeno cinquant'anni, dove seguì le lezioni di retorica di Filisco, un allievo di Isocrate. Si dedicò alla scrittura di opere storiche, essendogli stata preclusa l'azione politica diretta, ma fu ben presto soprannominato Ἐπιτίμαιος ("detrattore") per la sua inclinazione a biasimare gli altri storici.
Probabilmente tornò a Siracusa dopo il 269 a.C. sotto il tiranno Gerone II, e forse morì in questa città dopo il 260 a.C.

## Opere
Suggerì la possibilità di una datazione precisa degli eventi nell'opera intitolata Olympionikai, liste cronologiche dei vincitori dei Giochi olimpici, affrontata mediante una tavola di riscontro con le liste degli efori e dei re di Sparta, degli arconti di Atene e delle sacerdotesse di Era ad Argo; secondo altri avrebbe solo discusso i punti problematici. Arrivò a correggere l'errore, minimo, di tre mesi di sfasamento delle liste olimpioniche. Tale computo in base ai Giochi olimpici, forse già utilizzato da Ippi di Reggio, offrì il sistema cronologico di riferimento fino alla fine dell'antichità classica, accolto da Eratostene.
La sua opera più importante si intitolava Storie o Sikelikà, in 38 libri, testo che trattava l'Occidente greco, delineandone una storia dalle origini mitiche alla morte del suo nemico Agatocle nel 289 a.C. Dai 164 frammenti rimastici possiamo farci un'idea a grandi linee della struttura delle Storie, nonché dal fatto che esse costituirono una fonte fondamentale per la narrazione della storia occidentale in Diodoro Siculo.
In un'introduzione generale di 5 libri (poi ripresa, nella sua struttura "pentadica", da Polibio), Timeo offriva una descrizione geografica e introduceva la complessa storia mitologica delle fondazioni di città da parte di celebri eroi del mito, come gli Argonauti, Eracle o i guerrieri dell'impresa troiana.
Nei libri VI-XV Timeo narrava la storia siciliana fino al 406 a.C., anno dell'ascesa al potere di Dionisio I di Siracusa, per proseguire fino alla morte di Agatocle nei libri XVI-XXXVIII.
In un secondo momento, come "opera separata" (secondo Dionigi di Alicarnasso), Timeo proseguì il suo racconto in altri 5 libri, dedicati alle guerre di Pirro contro la Repubblica romana, andando anzi oltre la morte di Pirro (272 a.C.), fino al 264 a.C., anno d'inizio della prima guerra punica. A questa data si allaccerà poi Polibio, all'inizio delle sue Storie, pur polemizzando in vari punti con Timeo.

## Importanza storiografica
Timeo racchiude in sé tutti i fermenti della storiografia ellenistica: in primo luogo l'interesse per le culture non greche, specie per Roma, che allora si affacciava sul mar Mediterraneo ellenistico, e di cui Timeo traccia per primo un ritratto delle sue origini mitiche (vedi Fondazione di Roma), nel cui ambito rientrava la leggenda di Enea, poi assurta a versione canonica con Virgilio. In un celebre articolo, Arnaldo Momigliano valutò con grande entusiasmo il posto di Timeo nella tradizione storiografica greca, suggerendo che Timeo fu proprio il primo a riconoscere l'importanza storica di Roma. Momigliano basò inevitabilmente la sua valutazione sui frammenti e sulle testimonianze di Timeo, e soprattutto su Polibio, che dedicò, come detto, gran parte di un intero libro (il XII) a criticare aspramente lo storico greco siciliano. Nonostante le sue incessanti critiche, Polibio riconobbe chiaramente l'importanza delle Storie di Timeo. Dopotutto, adottò lo schema cronologico timaico di datazione olimpica e iniziò la sua opera nel punto in cui Timeo concluse il suo resoconto (il periodo successivo alla Guerra di Pirro). Possiamo intuire le motivazioni che spinsero Polibio a scrivere il Libro XII: considerava Timeo il suo più acerrimo rivale come storico del Mediterraneo occidentale, si irritava per i successi del suo predecessore e desiderava soppiantarlo. Queste sarebbero ipotesi ragionevoli, ma pur sempre ipotesi. Qualunque fossero le motivazioni di Polibio, il suo modo di trattare l'argomento plasma e influenza la nostra comprensione e valutazione della storia frammentaria di Timeo
Comunque, Timeo cercava di dare una sistemazione cronologica al confuso bagaglio mitico-storico delle vicende delle varie fondazioni di colonie greche, dando come filo conduttore di cronologie spesso discordanti e in competizione, quali quelle delle polis, la cronologia dell'unico evento panellenico, le Olimpiadi.
Difetto fondamentale di Timeo, come rileva Polibio (che considera fondamentali la conoscenza geografica, la testimonianza oculare dello storico stesso e l'esperienza politico-militare) e come emerge molto spesso dai frammenti, era la sua impostazione libresca, basata su fonti scritte e su una mancanza quasi assoluta di cognizioni specifiche (tattiche, geografiche, etc.) Naturalmente va considerato il fatto che la storiografia ellenistica in generale pecca di erudizione libresca e consiste nella rielaborazione di fonti a loro volta più o meno attendibili.
La matrice isocratea della formazione di Timeo si evidenziava anche nella sua impostazione moralistica e retorica che lo spingeva a drammatizzare i fatti, tendenza tipica della storiografia "retorica", dandone una versione grandiosa e ricca di elementi stereotipati, specie nei discorsi (come quello di Ermocrate, politico siracusano, alla conferenza di Gela del 424 a.C., o quello di Timoleonte alla battaglia del Crimiso), ricchi di banalità e inesattezze ma assai curati dal punto di vista stilistico, secondo il dettato della storiografia "retorica", come quella di Teopompo.
Nell'ambito delle vicende storiche della Magna Grecia, Timeo si interessò anche di Roma e del popolo latino tracciandone per primo le mitiche origini. Rilevante è anche l'opera di sistemazione cronologica dei miti di fondazione delle altre città della regione, utilizzando come filo conduttore la cronologia olimpica.
Nonostante la scarsa attendibilità che gli rimproverò Polibio, si tratta della principale fonte antica sulla storia greca d'occidente, utilizzata oltre che da Polibio e Diodoro Siculo, da Callimaco, Apollonio Rodio, Posidonio, Tito Livio e Ovidio. Ateneo ci tramanda di una Replica a Timeo composta da Polemone di Ilio; esisteva inoltre uno scritto Contro Timeo di Istro, collaboratore di Callimaco al Museo di Alessandria, che malevolmente soprannominò Timeo "epitìmaios", deformandone il nome in 'denigratore'. Caratteristica la sua accesa polemica nei confronti dei predecessori nell'indagine storica.
Altri tratti caratteristici, riscontrabili spesso nei frammenti, sono la sua aperta ostilità nei confronti dei tiranni (specie Agatocle), l'odio anticartaginese e il timore della punizione divina: gli dèi, per Timeo, agiscono nella Storia e ne determinano il corso.